# Filles de Sainte Marie de Leuca
Les Filles de Sainte Marie de Leuca forment une congrégation religieuse hospitalière de droit pontifical.

## Histoire
La congrégation est fondée le 20 mars 1938 à Miggiano par Élisabeth Martinez (1905-1991) sous le nom de sœurs de l'Immaculée Conception, dans le but de venir en aide aux mères célibataires. Le 15 août 1941, la communauté est érigée en congrégation de droit diocésain par Giuseppe Ruotolo, évêque d'Ugento, qui change le nom de la communauté en filles de Sainte Marie de Leuca, en l'honneur du sanctuaire marial du diocèse d'Ugento.
Les sœurs se répandent rapidement en Italie du Nord (Bologne, Côme, Chivasso). La première maison à l'étranger est ouverte en Suisse en 1945. L'institut reçoit le décret de louange le 29 mai 1943.

## Activités et diffusion
Les sœurs se consacrent à l'aide aux mères célibataires, mais aussi à l'assistance aux émigrés et aux détenus.
Elles sont présentes en:
- Europe : Italie, France, Portugal, Espagne, Suisse.
- Amérique : Canada, États-Unis.
- Asie : Inde, Philippines.

La maison-mère est à Rome. 
En 2017, la congrégation comptait 662 sœurs dans 61 maisons.